# Roger Whittaker

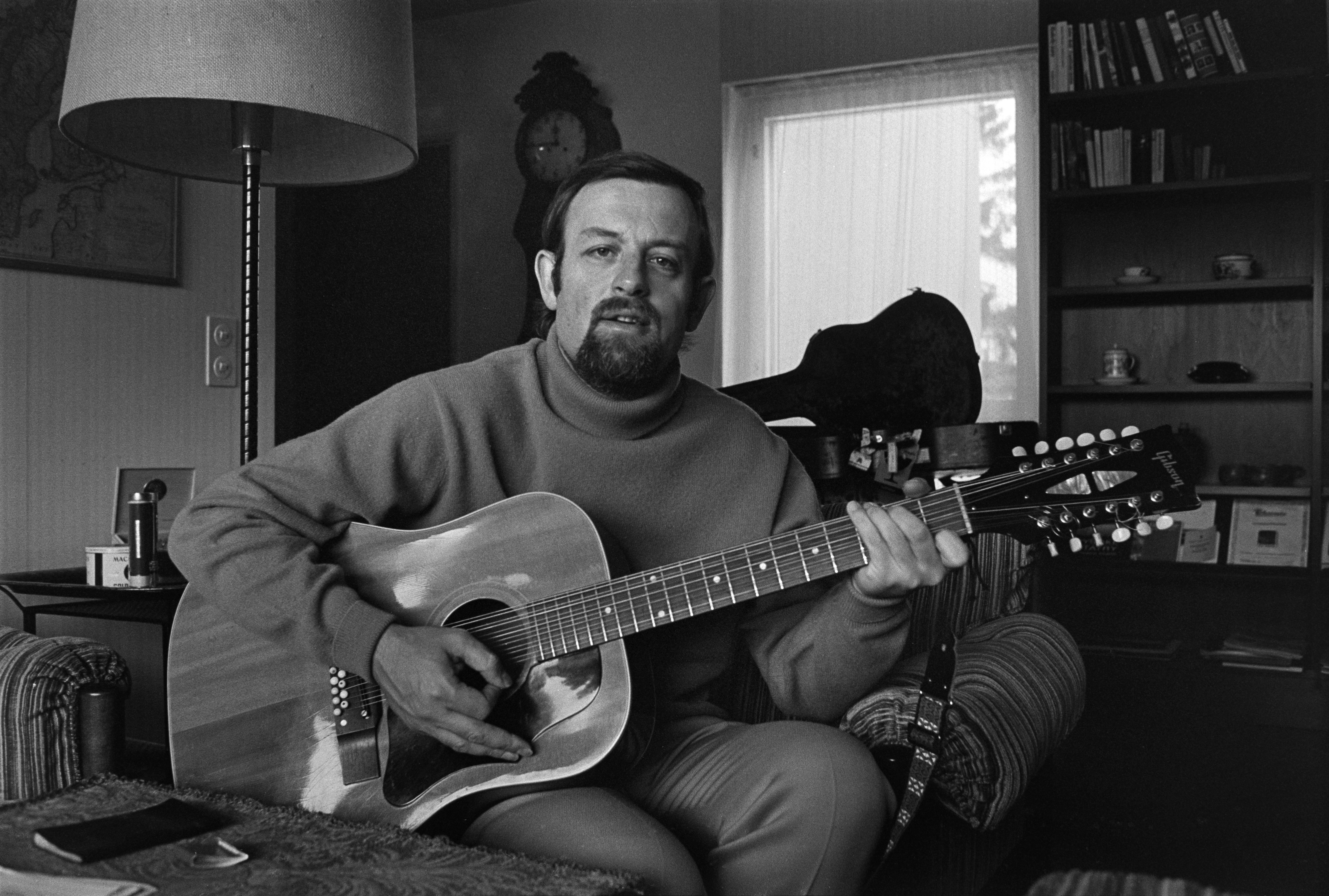
Roger Whittaker, 1971

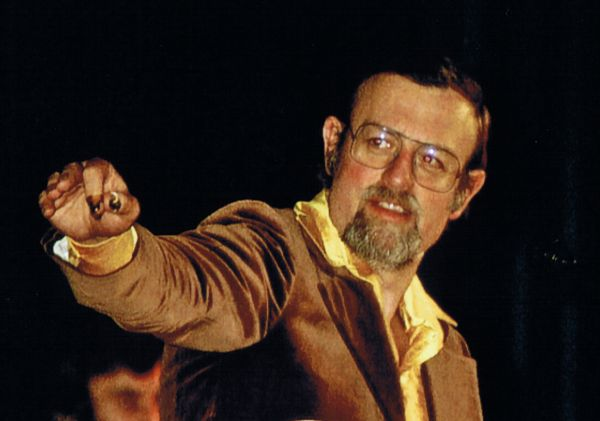
Roger Whittaker, 1976

Roger Henry Brough Whittaker (* 22. März 1936 in Nairobi, Kenia; † 12. September 2023 in Castelsarrasin) war ein britischer Sänger, Liedermacher und Kunstpfeifer. Er war unter anderem im Vereinigten Königreich, in den Vereinigten Staaten, in Kanada, Südafrika, Deutschland und Österreich erfolgreich. Zu seinen bekanntesten Liedern zählen Albany, Abschied ist ein scharfes Schwert, The Last Farewell, Durham Town und River Lady (A Little Goodbye).

## Leben

### Familie und Ausbildung

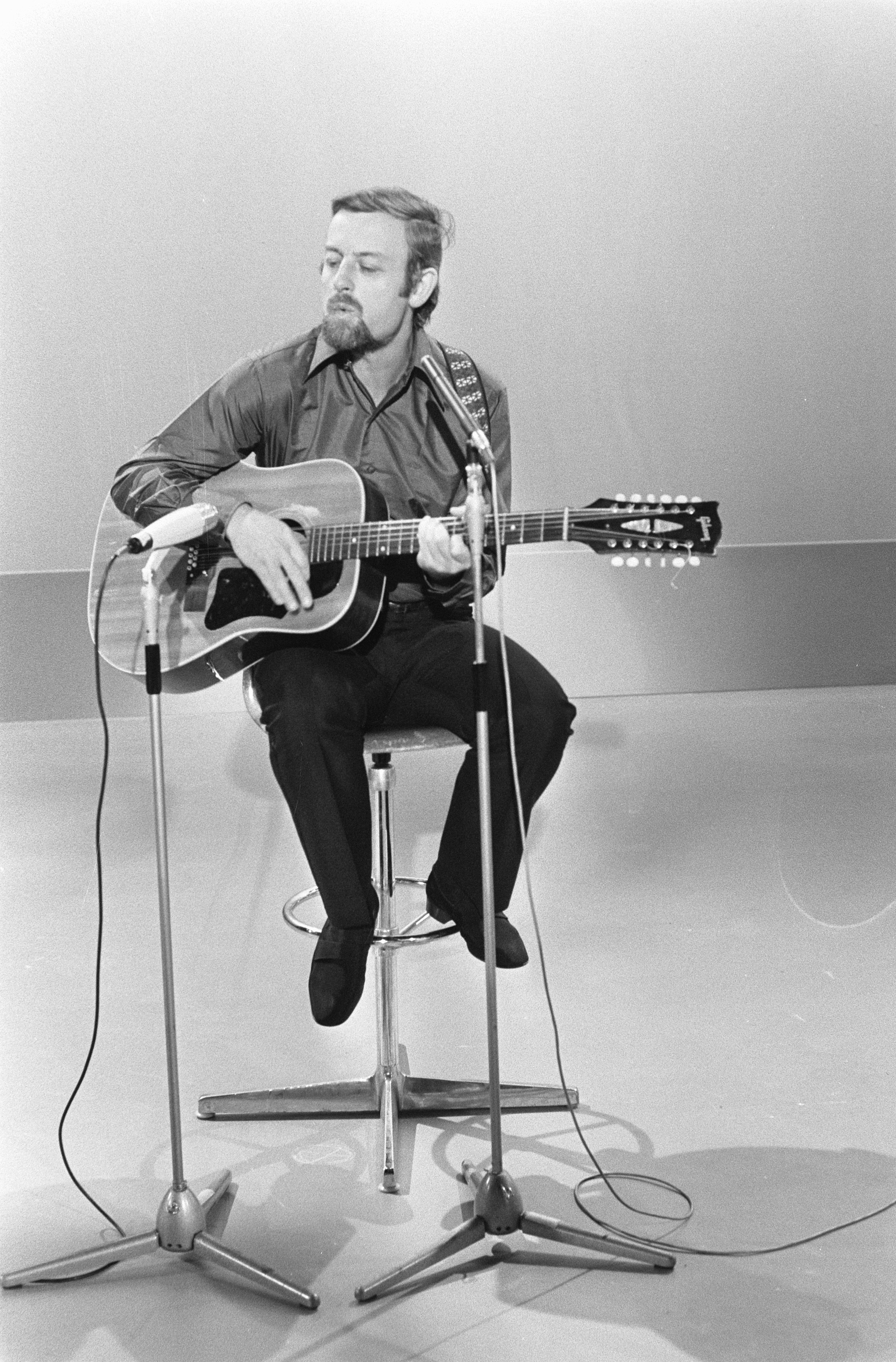
Roger Whittaker, 1972

Whittaker war der Sohn des Gemischtwarenhändlers Edward Whittaker († 1989) und seiner Frau Viola aus Staffordshire (England). Sie waren wegen des besseren Wetters in die damalige britische Kolonie Kenia ausgewandert. Dort bewirtschafteten sie eine Farm in der Nähe von Thika, wo Roger geboren wurde und aufwuchs. Nach der Grundschule besuchte er die Prince of Wales School, die heutige Nairobi School. Im Rahmen des Wehrdienstes im Kenia Regiment kämpfte er im Mau-Mau-Krieg im Aberdare Forest. 1956 wurde er entlassen und begann ein Medizinstudium an der Universität Kapstadt, Südafrika, das er aber mit dem Wunsch, Lehrer zu werden, abbrach. Dafür studierte er Zoologie, Biochemie und Meeresbiologie an der Bangor University in Wales. Mit Auszeichnung erlangte er den Abschluss als Bachelor of Science (B.Sc.).

### Privates und Tod
Whittaker war ab 1964 mit Natalie O’Brien (* 9. August 1941) verheiratet und hatte mit ihr fünf Kinder. Er verlagerte im Jahr 2012 seinen Ruhesitz von Irland nach Saint-Cirq-Lapopie (Region Okzitanien) in Südfrankreich. Mit seiner Ehefrau Natalie schrieb er das autobiografische Buch Ein Glück, dass es dich gibt (Originaltitel: So Far so Good).
Seine Eltern lebten bis 1989 in Kenia. In diesem Jahr wurden sie von einer vierköpfigen Bande überfallen, wobei seine Mutter acht Stunden lang gefoltert und sein Vater ermordet wurde.
Anfang September 2023 erlitt Whittaker einen Schlaganfall. Er starb am 13. September 2023 im Alter von 87 Jahren in einem Krankenhaus und wurde am 16. September 2023 beigesetzt.

## Musikalische Karriere
Bereits während seines Medizinstudiums war Whittaker als Amateurmusiker aktiv. Seinen ersten Auftritt hatte er 1958 im „Equator Club“ in Nairobi. Im Februar 1962 erschien seine erste Debütsingle Charge of the Light Brigade. Im Mai desselben Jahres folgte seine zweite Single Steel Men; Anfang Dezember erschien der Titel Butterfly. Mit diesen Titeln feierte er erste Erfolge. Seinen ersten öffentlichen Auftritt in Europa hatte er im Sommer 1962 in Portrush (Nordirland). 1967 erschien sein Debütalbum Dynamic!. Der darauf enthaltende Titel Mexican Whistler, eine Instrumentalnummer, bei der Whittaker die Melodie nur pfiff, wurde ebenfalls populär und oft in Radioprogrammen gespielt. Seinen ersten größeren Erfolg hatte Whittaker 1969 mit dem autobiografischen Titel Durham Town, der auf seinem zweiten Studioalbum This Is … enthalten ist und nahm auf demselben Album den später aus dem Broadway-Musical Der Mann von La Mancha bekannten Titel The Impossible Dream (The Quest) in einer neuen Interpretation auf. Es gab weitere Erfolge in England, die in den 1970er Jahren auch im Ausland bekannt wurden, so im deutschsprachigen Raum. Seine erfolgreichsten Titel aus dieser Zeit waren The Last Farewell, River Lady, Indian Lady und I Don’t Believe in If Anymore. Dabei wurde The Last Farewell, der sich als erstes seiner Single in Deutschland und Österreich und in Amerika in den Billboard Hot 100 platzieren konnte, die weltweit meistverkaufte Single in seiner Karriere. Der Titel wurde in elf Ländern insgesamt über elf Millionen Mal verkauft und wurde mehrfach von anderen Künstlern gecovert, so unter anderem von Ray Conniff (1975) und Elvis Presley (1976).

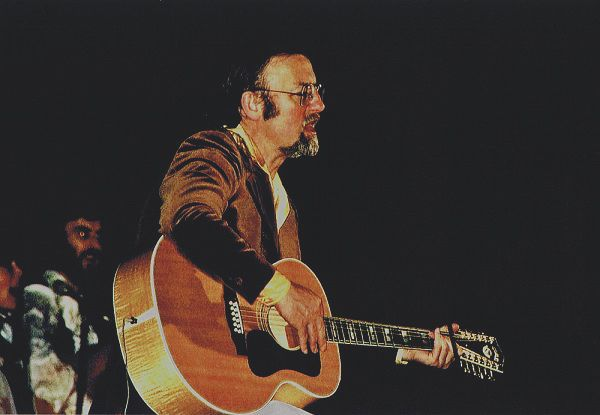
Roger Whittaker, Oldenburg 1976

Ende der 1970er Jahre, in den 1980er Jahren und in den frühen 1990er Jahren war Whittaker vor allem mit deutschsprachigen Liedern seines langjährigen Produzenten Nick Munro erfolgreich, wie etwa sein Erfolgstitel Albany (1981), Wenn es dich noch gibt (1982), Abschied ist ein scharfes Schwert (1983), Eloisa (1984) und Leben mit dir (1985). Die deutschen Texte wurden für Whittaker in Lautschrift geschrieben, so wie er sie als Brite aussprach. Er sang in deutscher Sprache durchwegs phonetisch. Ab Mitte der 1980er Jahre machte er Werbung für Jacobs Kaffee, indem er eine zeitlich neutrale („Die Krönung der schönsten Stunden“) und eine Weihnachtsversion sang. Er war Gast in zahlreichen Musiksendungen im Fernsehen, darunter in der ZDF-Hitparade, im Liedercircus und in der Show & Co. mit Carlo. Er ging mehrmals auf große Tournee. Eines seiner Konzerte in Berlin im Jahr 2003 erschien auch als DVD unter dem Titel Roger Whittaker – Live in Berlin. Am 14. September 2012 erschien sein letztes Studioalbum Wunder, das sich auf Platz 70 in den Deutschen Albumcharts platzierte. 2013 beendete er offiziell seine Gesangskarriere mit einer Abschiedstournee.
Bekannt wurde Whittaker zudem als Kunstpfeifer. Zu seinen bekanntesten Schöpfungen gehören der Mexican Whistler (1966), der Irish Whistler, der Australian Whistler und der Finnish Whistler (1970). Daneben hat er auch die Elisabethserenade in einer gepfiffenen Version aufgeführt.
Zu Whittakers Markenzeichen wurde unter anderem sein Henri-Quatre-Bart. Nach eigenen Angaben legte er ihn sich zu Beginn seiner Karriere zu, da er sein Gesicht in glattrasierter Form für nicht markant und fernsehtauglich genug hielt.
Zu den bekanntesten Fans Whittakers zählte der ehemalige US-Präsident George Bush senior, auf dessen Goldener Hochzeit er sang.

## Auszeichnungen
Roger Whittaker hat in seiner musikalischen Karriere über 250 Tonträgerauszeichnungen erhalten und verkaufte rund 50 Millionen Schallplatten. Er war Mitglied des britischen Teams, das 1967 Gewinner des Songfestivals von Knokke in Belgien wurde, bei dem Roger Whittaker den Pressepreis erhielt. Ferner gewann er mit New World in the Morning drei Goldmedaillen beim brasilianischen Liederfestival in Rio de Janeiro. Darüber hinaus erhielt er den „Gold Badge of Merit“, eine Auszeichnung der British Academy of Songwriters and Composers.
In Deutschland erhielt er 1986 die Goldene Stimmgabel. Im Rahmen der „Goldenen Stimmgabel 2006“ wurde er am 16. September in der Ludwigshafener Friedrich-Ebert-Halle mit einer Platin-Stimmgabel für sein Lebenswerk geehrt.
Im Januar 2011 erhielt er die Krone der Volksmusik für sein Lebenswerk.

## Diskografie
Studioalben

| Jahr | Titel                                   | Höchstplatzierung, Gesamtwochen/‑monate, AuszeichnungChartplatzierungen (Jahr, Titel, Platzierungen, Wochen/Monate, Auszeichnungen, Anmerkungen) | Höchstplatzierung, Gesamtwochen/‑monate, AuszeichnungChartplatzierungen (Jahr, Titel, Platzierungen, Wochen/Monate, Auszeichnungen, Anmerkungen) | Höchstplatzierung, Gesamtwochen/‑monate, AuszeichnungChartplatzierungen (Jahr, Titel, Platzierungen, Wochen/Monate, Auszeichnungen, Anmerkungen) | Höchstplatzierung, Gesamtwochen/‑monate, AuszeichnungChartplatzierungen (Jahr, Titel, Platzierungen, Wochen/Monate, Auszeichnungen, Anmerkungen) | Höchstplatzierung, Gesamtwochen/‑monate, AuszeichnungChartplatzierungen (Jahr, Titel, Platzierungen, Wochen/Monate, Auszeichnungen, Anmerkungen) | Anmerkungen                              |
| Jahr | Titel                                   | DE | AT | CH | UK | US | Anmerkungen                              |
| ---- | --------------------------------------- | --- | --- | --- | --- | --- | ---------------------------------------- |
| 1970 | I Don’t Believe in If Anymore           | — | — | — | UK23 (1 Wo.)UK | — |                                          |
| 1971 | New World in the Morning                | — | — | — | UK45 Gold · (2 Wo.)UK | — |                                          |
| 1975 | The Last Farewell and Other Hits        | — | — | — | — | US31 Gold · (24 Wo.)US |                                          |
| 1975 | The Last Farewell                       | DE28 (6 Mt.)DE | AT6 (4 Mt.)AT | — | — | — |                                          |
| 1976 | A Little Goodbye                        | DE24 (6 Mt.)DE | — | — | — | — |                                          |
| 1976 | Reflections of Love                     | DE26 (1 Mt.)DE | — | — | — | — |                                          |
| 1978 | Roger Whittaker Sings the Hits          | — | — | — | UK52 (5 Wo.)UK | — |                                          |
| 1979 | When I Need You                         | — | — | — | — | US115 (5 Wo.)US |                                          |
| 1980 | Mein deutsches Album                    | DE24 (8 Wo.)DE | — | — | — | — |                                          |
| 1980 | Mirrors of My Mind                      | — | — | — | — | US157 (10 Wo.)US |                                          |
| 1980 | Voyager                                 | — | — | — | — | US154 (12 Wo.)US |                                          |
| 1980 | With Love                               | — | — | — | — | US175 (2 Wo.)US |                                          |
| 1982 | Zum Weinen ist immer noch Zeit          | DE26 (16 Wo.)DE | — | — | — | — |                                          |
| 1983 | Typisch Roger Whittaker                 | DE10 Platin · (46 Wo.)DE | AT6 (4½ Mt.)AT | — | — | — |                                          |
| 1984 | Ein Glück, daß es dich gibt             | DE2 ×2Doppelplatin · (94 Wo.)DE | AT2 (2½ Mt.)AT | CH14 (9 Wo.)CH | — | — |                                          |
| 1985 | Du gehörst zu mir                       | DE2 Platin · (30 Wo.)DE | AT6 (3½ Mt.)AT | CH13 (10 Wo.)CH | — | — |                                          |
| 1986 | The Skye Boat Song                      | — | — | — | UK89 (1 Wo.)UK | — |                                          |
| 1987 | Heut’ bin ich arm – heut’ bin ich reich | DE15 Gold · (23 Wo.)DE | — | — | — | — |                                          |
| 1988 | Du bist nicht allein                    | DE7 Gold · (30 Wo.)DE | AT14 (½ Mt.)AT | — | — | — |                                          |
| 1990 | Nur wir zwei                            | DE30 (18 Wo.)DE | — | — | — | — |                                          |
| 1990 | Alle Wege führen zu dir                 | DE31 Gold · (22 Wo.)DE | AT14 Gold · (12 Wo.)AT | — | — | — |                                          |
| 1991 | Mein Herz schlägt nur für dich          | DE42 (8 Wo.)DE | AT22 (8 Wo.)AT | — | — | — |                                          |
| 1992 | Stimme des Herzens                      | DE13 Gold · (16 Wo.)DE | AT27 Gold · (11 Wo.)AT | — | — | — | Erstveröffentlichung: September 1992     |
| 1993 | Geschenk des Himmels                    | DE31 (12 Wo.)DE | — | — | — | — |                                          |
| 1994 | Sehnsucht nach Liebe                    | DE41 (16 Wo.)DE | — | — | — | — | Erstveröffentlichung: 29. August 1994    |
| 1995 | Ein schöner Tag mit dir                 | DE33 (9 Wo.)DE | — | — | — | — | Erstveröffentlichung: 28. Mai 1995       |
| 1996 | Einfach Leben                           | DE37 (14 Wo.)DE | AT38 (3 Wo.)AT | — | — | — | Erstveröffentlichung: 7. Oktober 1996    |
| 1998 | Zurück zur Liebe                        | DE35 (7 Wo.)DE | — | — | — | — | Erstveröffentlichung: 6. April 1998      |
| 2000 | Wunderbar geborgen                      | DE39 Gold · (16 Wo.)DE | — | — | — | — | Erstveröffentlichung: 16. Oktober 2000   |
| 2002 | Mehr denn je                            | — | AT70 (1 Wo.)AT | — | — | — | Erstveröffentlichung: 21. Oktober 2002   |
| 2004 | Mein schönster Traum                    | DE57 (4 Wo.)DE | AT58 (5 Wo.)AT | — | — | — | Erstveröffentlichung: 13. September 2004 |
| 2008 | Liebe endet nie                         | DE44 (7 Wo.)DE | AT35 (4 Wo.)AT | — | — | — | Erstveröffentlichung: 28. März 2008      |
| 2010 | So viele Jahre mit euch                 | DE81 (1 Wo.)DE | AT45 (2 Wo.)AT | — | — | — | Erstveröffentlichung: 12. März 2010      |
| 2012 | Wunder                                  | DE70 (1 Wo.)DE | — | — | — | — | Erstveröffentlichung: 14. September 2012 |

grau schraffiert: keine Chartdaten aus diesem Jahr verfügbar

## Schriften
- Roger Whittaker, Natalie Whittaker: Ein Glück, dass es dich gibt. Mein Leben, meine Liebe, meine Lieder. Deutsch von Christa Walczak. Ullstein, Frankfurt am Main und Berlin 1986, ISBN 3-550-06491-8 (englischer Originaltitel: So far, so good)